# Moviestorm
Moviestorm è un software commerciale per la creazione facilitata di machinima, cioè film girati in computer grafica 3D.
La prima versione di Moviestorm è disponibile dall'agosto 2008.
Il sito ufficiale comprende anche una sezione dove gli utenti pubblicano i film da loro creati.

## Licenza
Moviestorm per essere utilizzato richiede la registrazione obbligatoria di un account utente.
Il software è possibile provarlo per 15 giorni gratuitamente con una trial, successivamente è necessario acquistare una licenza.

## Utilizzo del software
L'interfaccia del software è strutturata come un wizard in cinque fasi:
1. Nella prima fase si predispone l'ambiente dove ambientare quella determinata scena del film
2. Nella seconda fase si creano i vari personaggi
3. Nella terza fase si fa interagire i vari attori
4. Nella quarta fase si impostano le varie inquadrature
5. Nella quinta fase si effettua il montaggio

## Content packs
Tramite i Moviestorm Points è possibile acquistare materiale aggiuntivo (content packs) per la creazione dei machinima.